# Музей Кристиансанна
Музей Кристиансанна (англ. Vest-Agder Museum Kristiansand; норв. Vest-Agder fylkesmuseum) находится в Кристиансанне, в губернии Вест-Агдер, Южной Норвегии; был основан в 1903 году. Ранее музей носил название Музей фюльке Вест-Агдер. Это музейный комплекс, который состоит из 9 экспозиций.

## Описание
Музей состоит из главного здания с коллекциями и 40 сгруппированных старых зданий.
1. Setesdaltunet состоит из нескольких маленьких сооружений, самый старый из которых относится к XVII веку.
2. Vest-Agdertunet состоит из фермы, склада, амбара, конюшни и сада, который был построен приблизительно в период с 1859 по 1875 годы.
3. Bygaden- это городская улица, на которой расположены дома, взятые из центра города Квадратурен. Здесь есть магазин, мастерские, жилые жома, сооружение которых относится к концу XIX века.
4. Мини-город — это миниатюрная модель города Квадратура., который появился в 1890-х годах.
5. Приют для беженцев расположен рядом с главным зданием и во время Второй Мировой Войны использовался как убежище участниками норвежского движения сопротивления

## Галерея

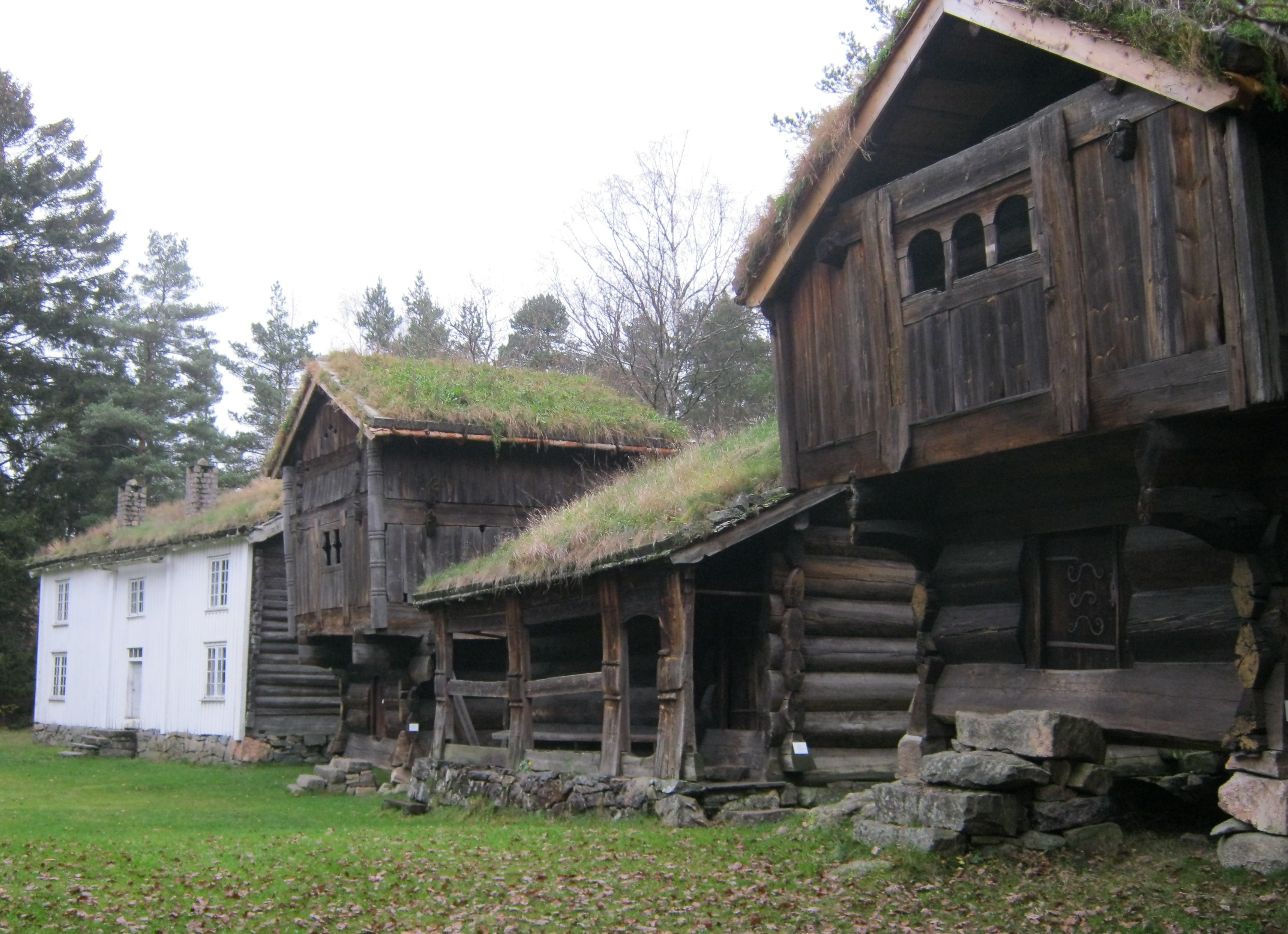
1. Setesdaltunet
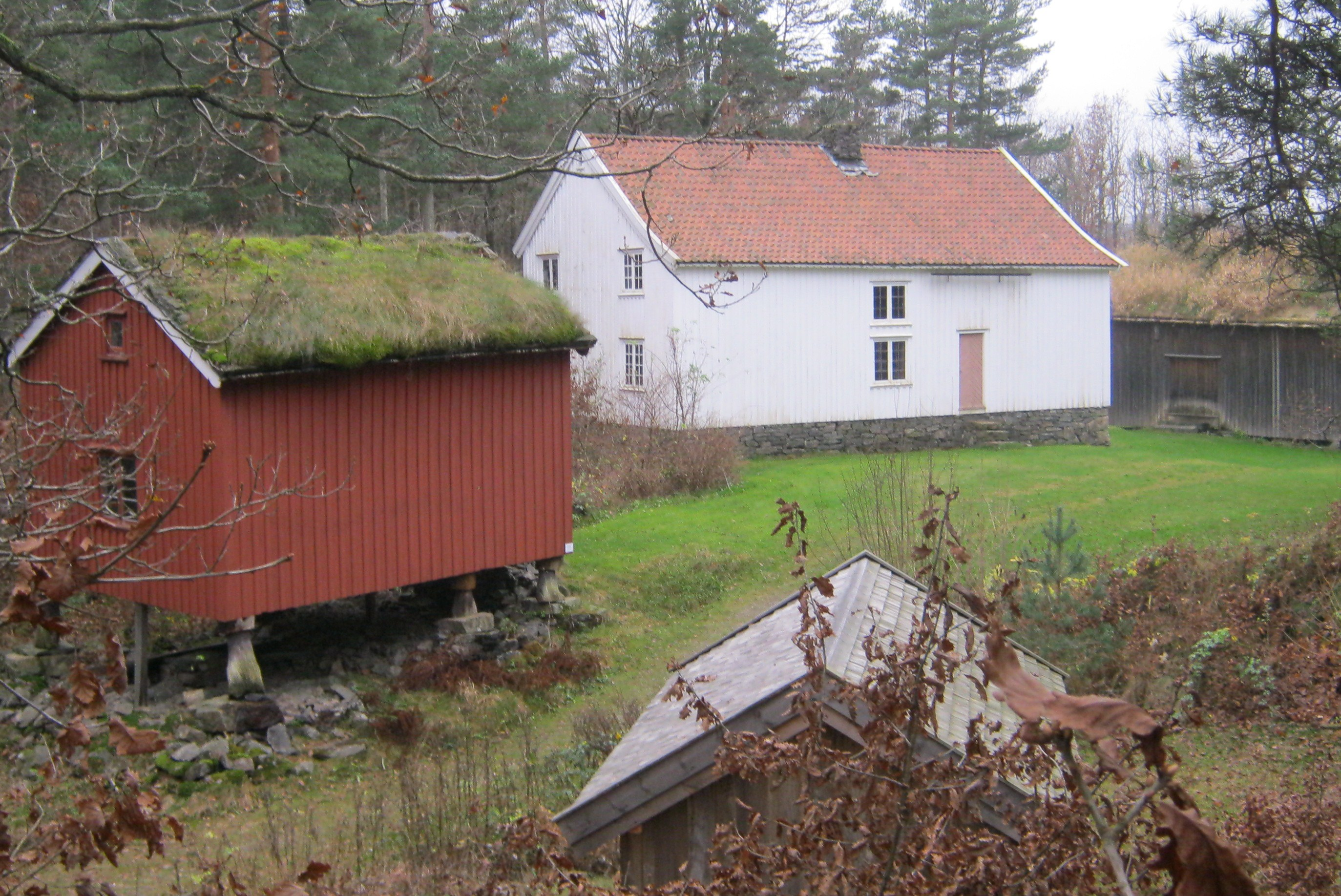
2. Vest-Agdertunet
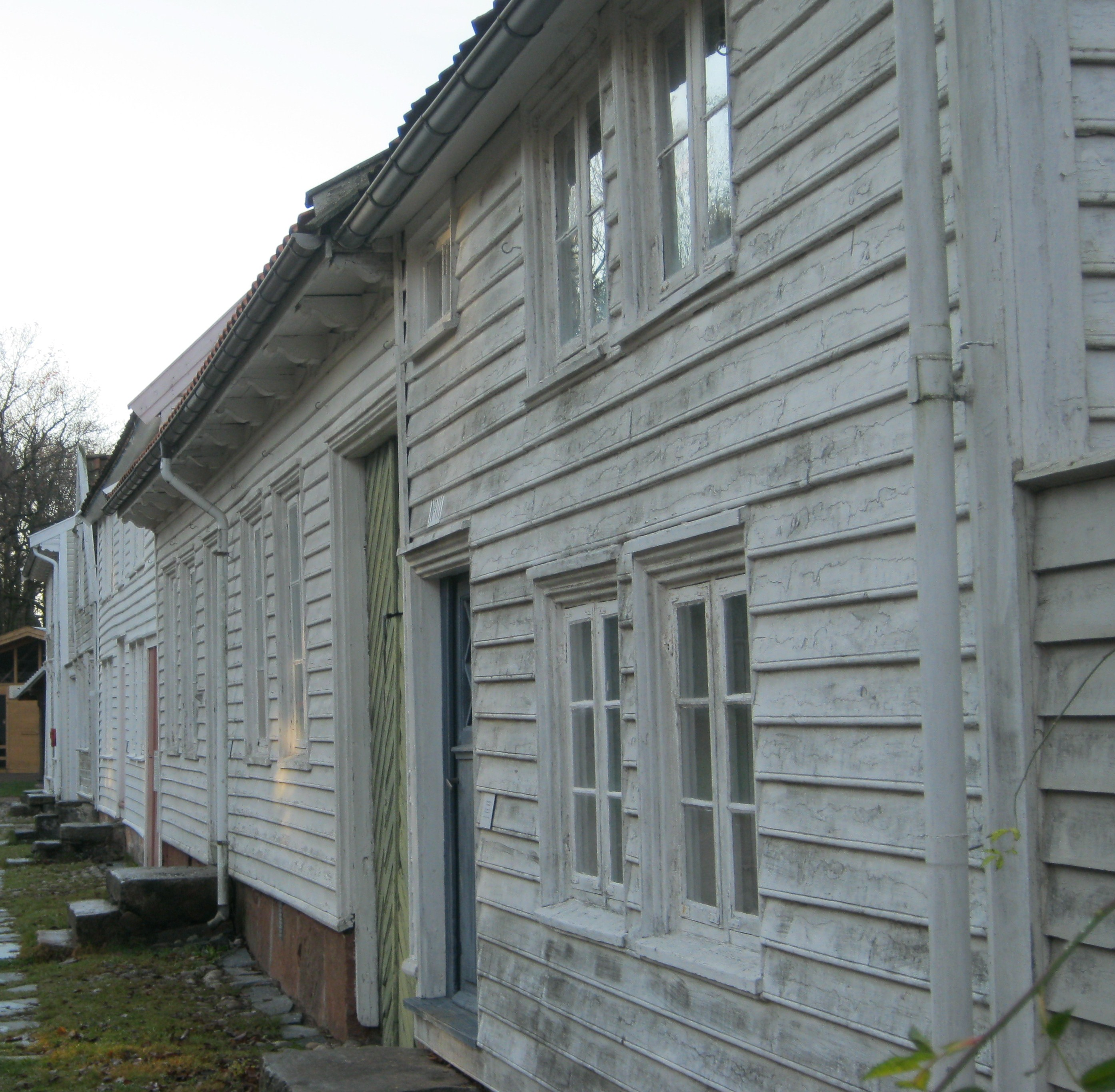
3. Bygaden
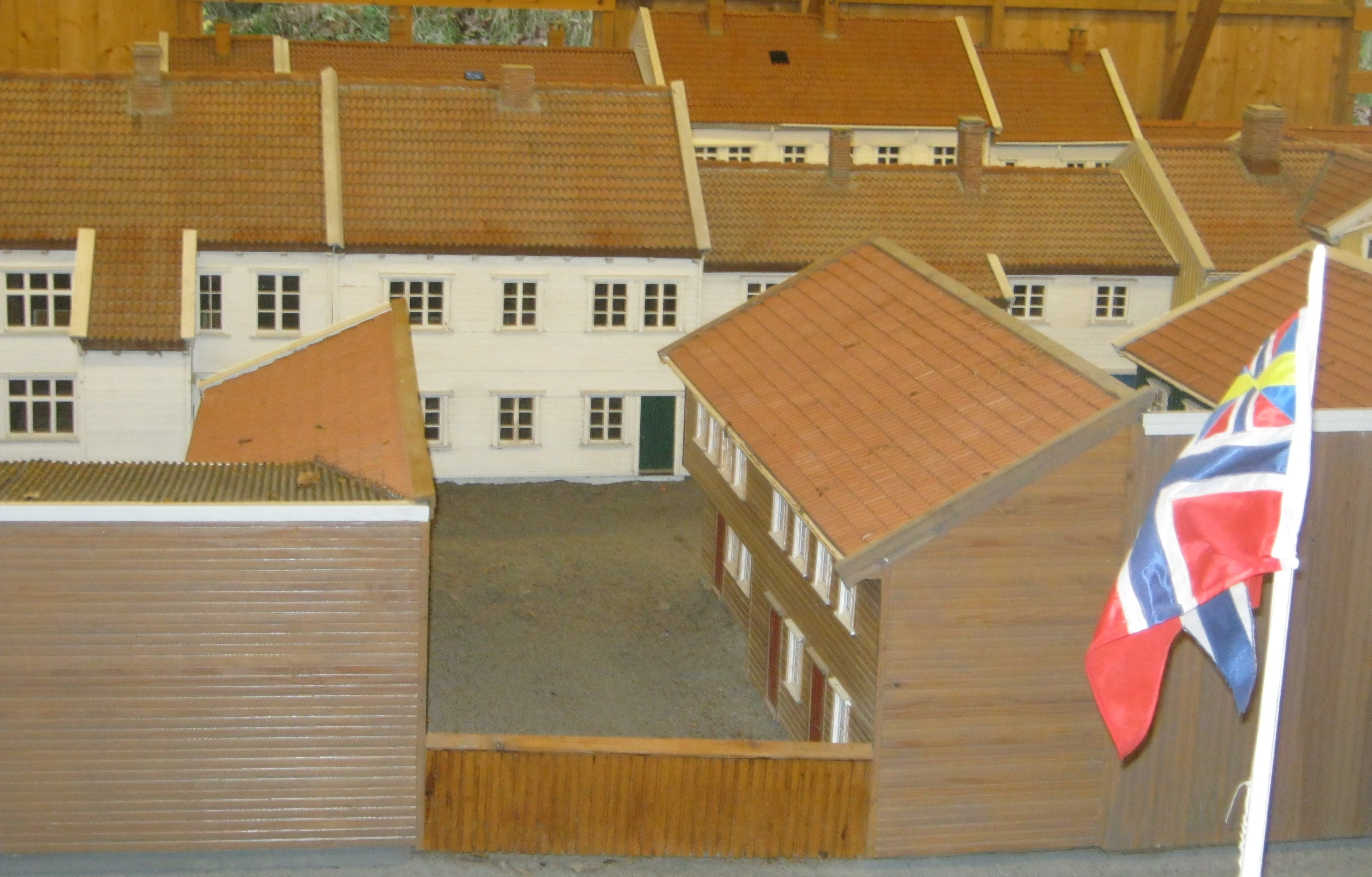
4. Мини-город
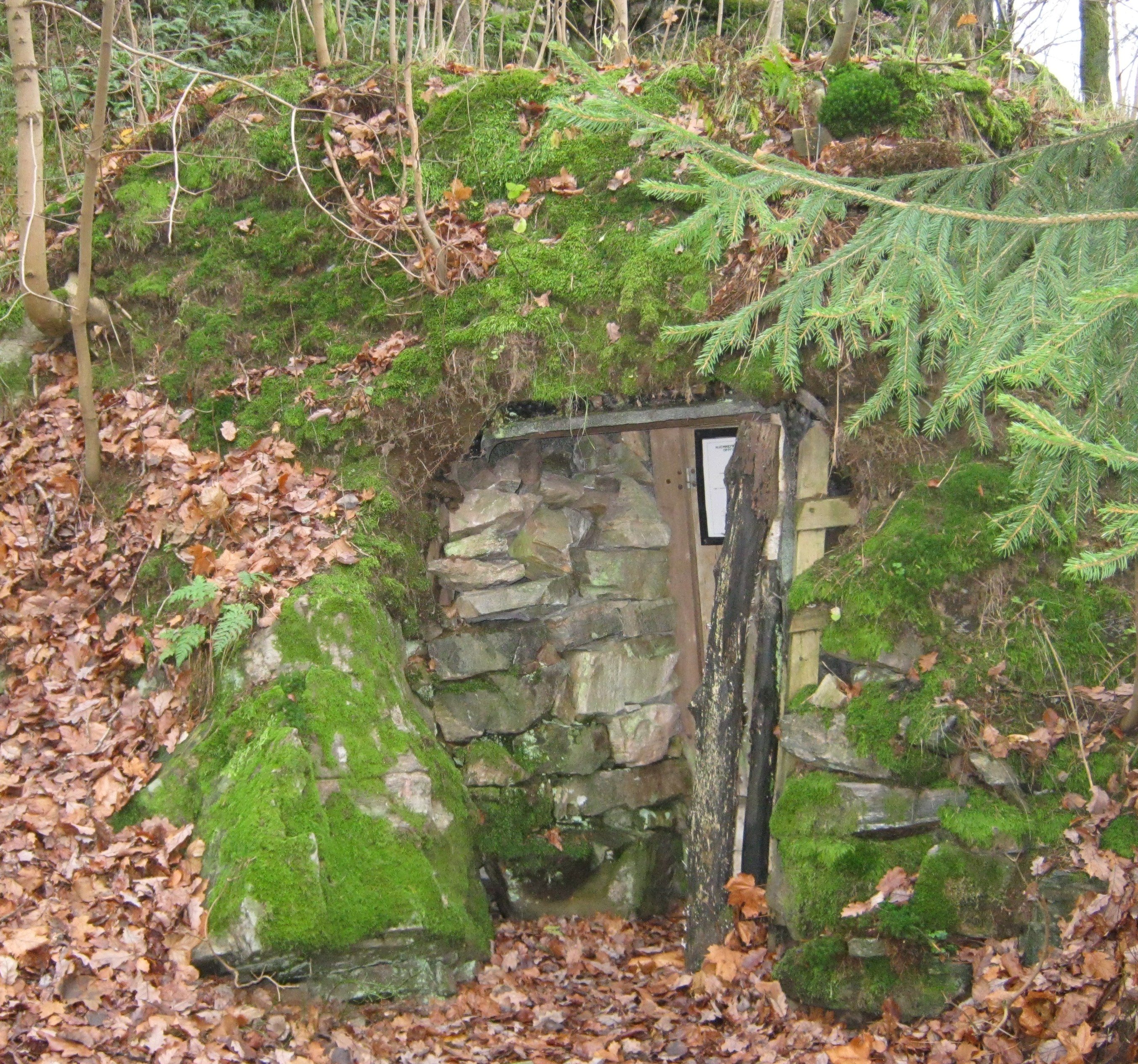
5. Приют для беженцев